# Matteo Tagliariol

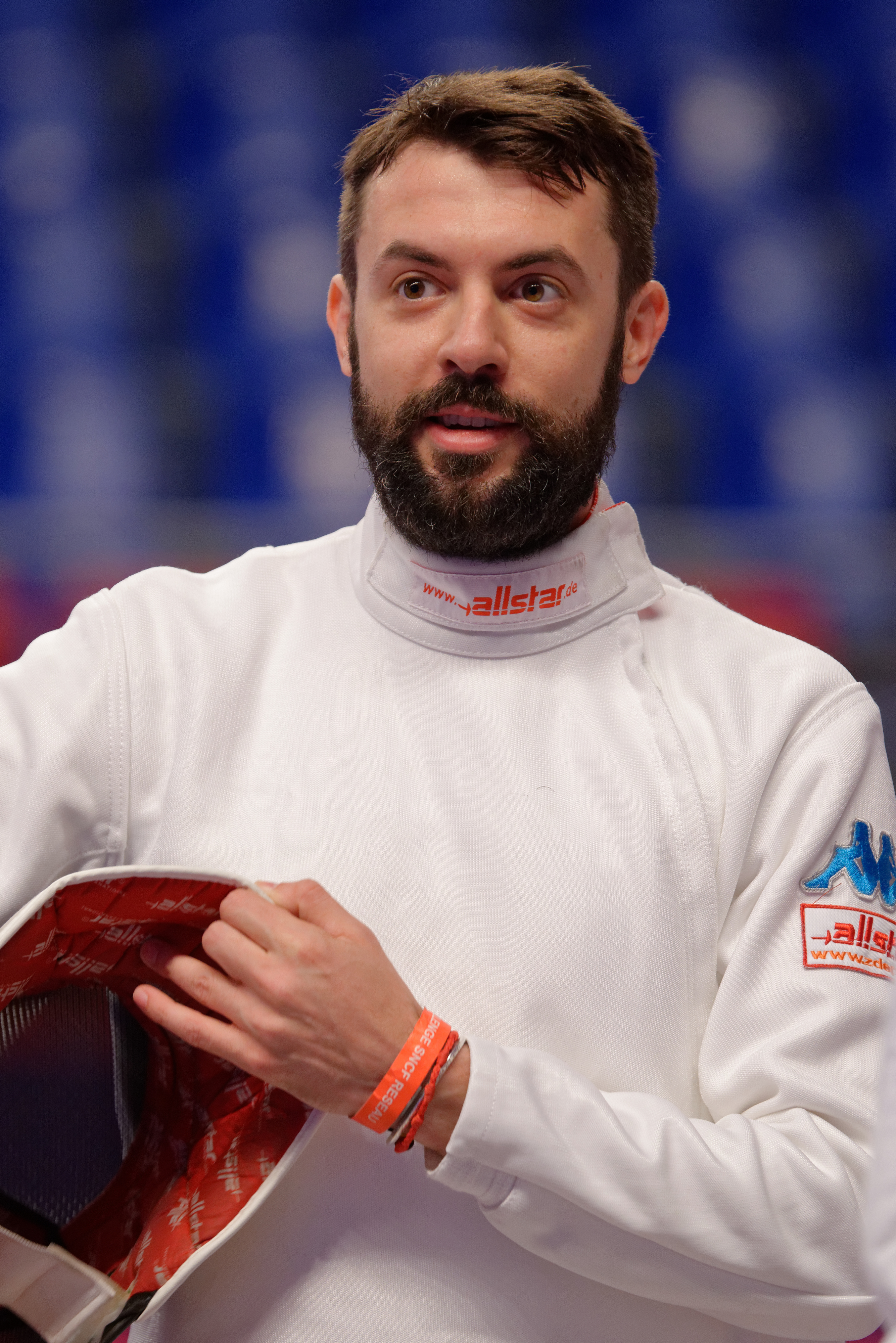
Matteo Tagliariol (2015)

Matteo Tagliariol (* 7. Januar 1983 in Treviso) ist ein italienischer Degenfechter.

## Karriere
Bei den Olympischen Sommerspielen 2008 in Peking besiegte er im Finale den Franzosen Fabrice Jeannet und gewann Gold. Mit der italienischen Mannschaft holte er Bronze. Im Jahr darauf wurde er in Antalya im Einzel Vizeweltmeister, nachdem er im Finalgefecht Anton Awdejew knapp mit 14:15 unterlag.
Tagliariol gehört einer Sportfördergruppe der italienischen Luftwaffe an. Er ist mit der Fechterin Martina Batini verheiratet, mit der er einen Sohn (* 2018) hat.